# Serhiy Kryvtsov
Serhiy Andriyovych Kryvtsov (tiếng Ukraina: Сергій Андрійович Кривцов; sinh ngày 15 tháng 3 năm 1991) là một cầu thủ bóng đá chuyên nghiệp người Ukraina hiện tại đang thi đấu ở vị trí hậu vệ cho câu lạc bộ Inter Miami tại Major League Soccer.

## Sự nghiệp thi đấu

### Metalurh Zaporizhzhia
Sinh ra tại Zaporizhzhia, Ukraina, Kryvtsov là sản phẩm của lò đào tạo Metalurh Zaporizhzhia Youth, nơi anh được huấn luyện bởi Viktor Tryhubov. Anh ra mắt câu lạc bộ ở tuổi 17 trong trận hòa 1-1 với Chornomorets Odesa vào ngày 3 tháng 5 năm 2008. Bàn thắng đầu tiên của anh cho câu lạc bộ là trong chiến thắng 2–0 trước Illichivets Mariupol vào ngày 27 tháng 2 năm 2010. Anh rời câu lạc bộ vào tháng 5 năm 2012 để gia nhập Shakhtar Donetsk với mức phí không được tiết lộ.

### Shakhtar Donetsk
Vào ngày 11 tháng 5 năm 2010, Kryvtsov, cùng với Taras Stepanenko, ký hợp đồng với FC Shakhtar Donetsk từ Metalurh theo bản hợp đồng 5 năm. Lần ra sân đầu tiên của anh ấy cho câu lạc bộ là vào ngày 10 tháng 11 năm 2010, trong chiến thắng 1–0 tại Cúp bóng đá Ukraina trước đội bóng cũ, Metalurh Zaporizhzhia. Anh đã ra sân thêm hai lần nữa trong mùa giải đầu tiên của mình, cả hai đều đến ở giải VĐQG. Shakhtar giành cú ăn ba thành công tại Giải bóng đá Ngoại hạng Ukraina, Cúp bóng đá Ukraina và Siêu cúp bóng đá Ukraina
Mùa giải tiếp theo, anh có 6 lần ra sân cho câu lạc bộ, năm trong số đó là ở giải VĐQG, khi Shakhtar bảo vệ thành công chức vô địch Giải bóng đá Ngoại hạng Ukraina và Cúp bóng đá Ukraina.
Anh ra mắt mùa giải 2012–13 vào ngày 26 tháng 8 năm 2012, trong chiến thắng 3–0 trước Karpaty Lviv trên sân vận động Donbass Arena. Anh chơi trọn vẹn 90 phút và nhận thẻ vàng ở phút thứ 85. Anh cũng góp mặt trong chiến thắng 3–1 trước Dynamo Kyiv khi vào sân thay người ở phút 70, cho Oleksandr Kucher gặp chấn thương, người đã lập một cú đúp bàn thắng.

### Inter Miami
Tháng 1 năm 2023, Kryvtsov gia nhập câu lạc bộ Inter Miami tại Major League Soccer theo bản hợp đồng hai năm, với tùy chọn gia hạn năm thứ ba. Trong trận đấu đầu tiên cho câu lạc bộ, Kryvtsov đã ghi bàn mở tỷ số trận đấu khi Inter Miami đánh bại CF Montréal 2–0. Vì vậy, anh có tên trong Đội hình xuất sắc nhất của vòng đấu đầu tiên.

## Sự nghiệp quốc tế
Kryvtsov là cầu thủ của đội tuyển trẻ U-19 Ukraina và U-21 Ukraina. Anh là thành viên của đội U-19 Ukraina đã giành chức vô địch Giải vô địch bóng đá U-19 châu Âu 2009. Anh ra sân lần đầu tiên cho đội tuyển quốc gia trong trận thua 4–0 trước Cộng hòa Séc vào ngày 6 tháng 9 năm 2011, chơi trọn vẹn 90 phút.

## Thống kê sự nghiệp

### Câu lạc bộ
Tính đến 27 tháng 8 năm 2023
| Câu lạc bộ              | Mùa giải            | Giải đấu                        | Giải đấu | Giải đấu | Cúp quốc gia | Cúp quốc gia | Châu Âu | Châu Âu | Siêu cúp | Siêu cúp | Tổng cộng | Tổng cộng |
| Câu lạc bộ              | Mùa giải            | Hạng                            | Trận     | Bàn      | Trận         | Bàn          | Trận    | Bàn     | Trận     | Bàn      | Trận      | Bàn       |
| ----------------------- | ------------------- | ------------------------------- | -------- | -------- | ------------ | ------------ | ------- | ------- | -------- | -------- | --------- | --------- |
| Metalurh-2 Zaporizhzhia | 2006–07             | Giải bóng đá hạng hai Ukraina   | 4        | 0        | 0            | 0            | 0       | 0       | 0        | 0        | 4         | 0         |
| Metalurh-2 Zaporizhzhia | 2007–08             | Giải bóng đá hạng hai Ukraina   | 3        | 0        | 0            | 0            | 0       | 0       | 0        | 0        | 3         | 0         |
| Metalurh-2 Zaporizhzhia | Tổng cộng           | Tổng cộng                       | 7        | 0        | 0            | 0            | 0       | 0       | 0        | 0        | 7         | 0         |
| Metalurh Zaporizhzhia   | 2007–08             | Giải bóng đá Ngoại hạng Ukraina | 4        | 0        | 0            | 0            | 0       | 0       | 0        | 0        | 4         | 0         |
| Metalurh Zaporizhzhia   | 2008–09             | Giải bóng đá Ngoại hạng Ukraina | 17       | 0        | 0            | 0            | 0       | 0       | 0        | 0        | 17        | 0         |
| Metalurh Zaporizhzhia   | 2009–10             | Giải bóng đá Ngoại hạng Ukraina | 23       | 2        | 1            | 0            | 0       | 0       | 0        | 0        | 24        | 2         |
| Metalurh Zaporizhzhia   | Tổng cộng           | Tổng cộng                       | 44       | 2        | 1            | 0            | 0       | 0       | 0        | 0        | 45        | 2         |
| Shakhtar Donetsk        | 2010–11             | Giải bóng đá Ngoại hạng Ukraina | 2        | 0        | 1            | 0            | 0       | 0       | 0        | 0        | 3         | 0         |
| Shakhtar Donetsk        | 2011–12             | Giải bóng đá Ngoại hạng Ukraina | 5        | 0        | 1            | 0            | 0       | 0       | 0        | 0        | 6         | 0         |
| Shakhtar Donetsk        | 2012–13             | Giải bóng đá Ngoại hạng Ukraina | 15       | 1        | 1            | 0            | 0       | 0       | 0        | 0        | 16        | 1         |
| Shakhtar Donetsk        | 2013–14             | Giải bóng đá Ngoại hạng Ukraina | 19       | 2        | 4            | 0            | 1       | 0       | 0        | 0        | 24        | 2         |
| Shakhtar Donetsk        | 2014–15             | Giải bóng đá Ngoại hạng Ukraina | 17       | 3        | 2            | 0            | 2       | 0       | 0        | 0        | 21        | 3         |
| Shakhtar Donetsk        | 2015–16             | Giải bóng đá Ngoại hạng Ukraina | 7        | 0        | 4            | 0            | 3       | 0       | 0        | 0        | 14        | 0         |
| Shakhtar Donetsk        | 2016–17             | Giải bóng đá Ngoại hạng Ukraina | 6        | 0        | 2            | 0            | 4       | 2       | 1        | 0        | 13        | 2         |
| Shakhtar Donetsk        | 2017–18             | Giải bóng đá Ngoại hạng Ukraina | 13       | 2        | 1            | 0            | 1       | 0       | 1        | 0        | 16        | 2         |
| Shakhtar Donetsk        | 2018–19             | Giải bóng đá Ngoại hạng Ukraina | 21       | 0        | 4            | 0            | 6       | 0       | 1        | 0        | 32        | 0         |
| Shakhtar Donetsk        | 2019–20             | Giải bóng đá Ngoại hạng Ukraina | 23       | 2        | 1            | 0            | 12      | 0       | 1        | 0        | 37        | 2         |
| Shakhtar Donetsk        | 2020–21             | Giải bóng đá Ngoại hạng Ukraina | 12       | 1        | 1            | 0            | 4       | 0       | 1        | 0        | 18        | 1         |
| Shakhtar Donetsk        | 2021–22             | Giải bóng đá Ngoại hạng Ukraina | 7        | 0        | 1            | 0            | 4       | 0       | 1        | 0        | 13        | 0         |
| Shakhtar Donetsk        | Tổng cộng           | Tổng cộng                       | 147      | 12       | 22           | 0            | 37      | 2       | 6        | 0        | 213       | 13        |
| Inter Miami             | 2023                | Major League Soccer             | 19       | 1        | 7            | 0            | 0       | 0       | 0        | 0        | 26        | 1         |
| Tổng cộng               | Tổng cộng           | Tổng cộng                       | 19       | 1        | 7            | 0            | 0       | 0       | 0        | 0        | 26        | 1         |
| Tổng cộng sự nghiệp     | Tổng cộng sự nghiệp | Tổng cộng sự nghiệp             | 217      | 15       | 30           | 0            | 37      | 2       | 6        | 0        | 291       | 16        |

1. ↑  Ra sân tại UEFA Europa League
2. 1 2 3  Ra sân tại UEFA Champions League
3. ↑  Ra sân tại UEFA Champions League và UEFA Europa League
4. ↑  Ra sân tại UEFA Champions League và UEFA Europa League
5. ↑  Ra sân tại UEFA Champions League và UEFA Europa League
6. ↑  Ra sân tại UEFA Champions League và UEFA Europa League
7. ↑  Ra sân tại UEFA Champions League và UEFA Europa League

### Quốc tế
Tính đến trận đấu diễn ra vào ngày 9 tháng 9 năm 2023
| Đội tuyển quốc gia | Năm       | Trận | Bàn thắng |
| ------------------ | --------- | ---- | --------- |
| Ukraina            | 2011      | 1    | 0         |
| Ukraina            | 2012      | 0    | 0         |
| Ukraina            | 2013      | 0    | 0         |
| Ukraina            | 2014      | 0    | 0         |
| Ukraina            | 2015      | 0    | 0         |
| Ukraina            | 2016      | 1    | 0         |
| Ukraina            | 2017      | 2    | 0         |
| Ukraina            | 2018      | 5    | 0         |
| Ukraina            | 2019      | 7    | 0         |
| Ukraina            | 2020      | 3    | 0         |
| Ukraina            | 2021      | 11   | 0         |
| Ukraina            | 2022      | 1    | 0         |
| Ukraina            | 2023      | 2    | 0         |
| Tổng cộng          | Tổng cộng | 33   | 0         |

## Danh hiệu
Shakhtar Donetsk
- Giải bóng đá Ngoại hạng Ukraina: 2010–11, 2011–12, 2012–13, 2013–14, 2016–17, 2017–18, 2018–19
- Cúp bóng đá Ukraina: 2010–11, 2011–12, 2012–13, 2015–16, 2016–17, 2017–18, 2018–19
- Siêu cúp bóng đá Ukraina: 2010, 2012, 2013, 2014, 2015, 2017

Inter Miami
- Leagues Cup: 2023[13]

Ukraina
- Giải vô địch bóng đá U-19 châu Âu: 2009